# Medojevac
Medojevac (cyr. Медојевац) – wieś w Serbii, w okręgu pomorawskim, w mieście Jagodina. W 2011 roku liczyła 131 mieszkańców.